# Introvisionsberatung
Die Introvisionsberatung ist eine begleitete Anleitung zur mentalen Selbstregulation bei inneren Konflikten.
Innere Konflikte entstehen durch die angenommene Verletzung einer Sollvorstellung. Es wird befürchtet, dass etwas passieren wird, was nicht passieren darf, oder dass etwas nicht eintrifft, was unbedingt eintreffen muss. Sowohl der innere Gedanke, dass etwas Schlimmes passieren wird, als auch die Sollvorstellung, dass dies nicht passieren darf, sind mit starken Emotionen, Erregung, körperlichen Symptomen, Bildern oder Tönen unterlegt. Sie erhalten dadurch einen hohen Wertigkeitsgehalt und werden vom Unterbewusstsein bevorzugt und ständig wiederkehrend ins Bewusstsein gestellt. Dadurch sind diese Gedanken in der Lage, rationale und realistische Gedanken zu verdrängen. Die die inneren Konflikte begleitenden starken Emotionen belegen Platz im Arbeitsgedächtnis, weshalb es immer schwerer wird, geistige Aufgaben zu lösen. Dies kann bei einem fortschreitenden inneren Konflikt zu einem Tunnelblick und zu Panikattacken führen.
In der Introvisionsberatung werden die dem inneren Konflikt zu Grunde liegenden Gedanken, die Sollvorstellungen und die daran gekoppelten Emotionen, Erregungen etc. identifiziert. Mittels einer weit gestellten Aufmerksamkeit und der Umformung der empfundenen (oft unbewussten) Gewissheit, dass das Schlimme eintreffen wird, in eine Möglichkeit, werden die starken Emotionen, Erregungen etc. von den Gedanken und Sollvorstellungen entkoppelt. Damit löst sich der innere Konflikt auf. Der Gedanke an das Schlimme, das passieren könnte, verliert seinen Schrecken. Das Unterbewusstsein stellt auf Grund der geringeren Wertigkeit die Gedanken an das Schlimme nicht mehr bevorzugt ins Bewusstsein. Dadurch wird der Klient frei von diesem Automatismus.

## Innere Konflikte
Die Introvision hilft, innere Konflikte aufzulösen und Gelassenheit in Bezug auf eine schwierige Situation herzustellen.
Mit inneren Konflikten sind alle Zustände gemeint, in denen wir ein Gefühl von Dringlichkeit und Bedrängnis, aber auch „Ein Brett vorm Kopf“ oder einen „Tunnelblick“ und ewig kreisende Gedanken haben. Dies kann bis zu Panikattacken und Kreislaufproblemen führen, z. B. bei Flug-, Rede- und Prüfungsangst. Innere Konflikte zeigen sich genauso, manchmal subtil, in zwischenmenschlichen Beziehungen und in Bezug auf traumatische Erlebnisse.
Ein innerer Konflikt taucht immer dann auf, wenn wir an eine Situation denken und sich der Gedanke aufdrängt, dass etwas nicht so laufen wird, wie wir es uns wünschen oder wie es eigentlich realistisch wäre. Auch wenn der Gedanke an das Schlimme, was passieren könnte, oftmals jeder realistischen Grundlage entbehrt, lassen sich diese Gedanken nicht einfach wegwischen und sind oftmals mit starken Emotionen (meist Stress) verbunden. Diese Emotionen können uns so stark belasten, dass wir in der konkreten Situation nicht über unsere volle Kapazität verfügen z. B. bei Prüfungen, Reden oder Verhandlungen, und z. B. in komplizierten zwischenmenschlichen Situationen die nötige Ruhe und Souveränität verlieren.

## Entwicklung der Introvisionsberatung
Angelika Wagner (Universität Hamburg) erforscht seit über 30 Jahren die Entstehung von mentalen Blockaden und inneren Konflikten. Aus dieser Forschung heraus hat sie zwei Theorien entwickelt, die erklären, wie es zu diesen inneren Konflikten kommt:
1. die Theorie der Subjektiven Imperative (TSI)
2. die Theorie der Mentalen Introferenz (TMI)

Beide Theorien sind ausführlich in ihrem Buch beschrieben (→ Literatur)
Nach Wagner liegen den inneren Konflikten zwei Gedanken zu Grunde:
1. der oft subtile Gedanke, dass in einer Situation etwas Schlimmes passieren wird
2. und ein innerer Imperativ (Selbstbefehl, Sollvorstellung), dass dies nicht passieren darf.

Beide Gedanken sind mit starken Emotionen behaftet.
Wenn man versteht, wie der menschliche Geist diese Konflikte erzeugt, ist man in der Lage, diesen inneren Prozess zu regulieren und dafür zu sorgen, dass sich der Konflikt auflöst. In der Praxis hat es sich gezeigt, dass diese Auflösung dauerhaft ist und in extremen Situationen, z. B. bei einem Schlechtwetterflug oder bei belasteten Treffen mit bestimmten Personen, die innere Ruhe erhalten bleibt.
In der Introvisionsberatung werden die Imperative im Gespräch identifiziert. Das Auflösen geschieht dann durch eine weit gestellte Aufmerksamkeit mit Fokus auf das Schlimme, als etwas, das möglicherweise passieren kann. Durch dieses weit gestellte „dem Schlimmen ins Auge schauen“, wird neurologisch die starke Emotion, die zum Tunnelblick und zum Aufgeregtsein führt, entkoppelt. Dadurch verliert das Schlimme seinen Schrecken.

## Ablauf einer Introvisionsberatung
Die Introvisionsberatung beginnt mit einer Trainingseinheit in der Gruppe oder einzeln, in der erstens die Hintergründe, wie Konflikte entstehen, vermittelt und zweitens die weit gestellte Aufmerksamkeit mit konstantem Fokus trainiert wird. Danach folgt die individuelle Beratung mit dem konkreten Konflikt, die mehrere Sitzungen betragen kann. Im Laufe dieser Sitzungen werden immer tiefere Imperative (Sollvorstellungen) identifiziert, bis ein sogenannter Kernimperativ erkannt wird. Kernimperative sind grundlegender Natur und lassen sich durch den Klienten selbständig durch die Introvision auflösen. Dies kann sehr schnell gehen (z. B. Auflösen von Flugangst mit extremer Panik in nur zwei Sitzungen) oder auch bis zu zehn Sitzungen beanspruchen, wenn die drüber liegenden Imperative viel Aufmerksamkeit benötigen.
Manche Klienten erfahren schon große Erleichterung, wenn recht oberflächliche Imperative aufgelöst werden können. Zum Beispiel ist bei vielen Menschen gar nicht das eigentliche Problem so schlimm, sondern vielmehr darf es nicht sein, dass sie dieses Problem haben. Diesen Imperativ aufzulösen kann sehr einfach und schnell sein, sobald er erkannt wird.
In der Introvisionsberatung werden nicht alte traumatische Erlebnisse aktiviert, sondern nur die Begleitemotionen angeschaut. Dies macht es für den Klienten oft sehr leicht, schwere Konflikte aufzulösen.

## Selbstintrovision
Während der Introvisionsberatung erlernt der Klient die Methode der Introvision. Damit ist er in der Lage selbst erkannte Imperative eigenständig aufzulösen.
Dies geschieht über die Identifikation der Reaktion auf den inneren Konflikt. Wenn z. B. bei einer bevorstehenden Rede ein Kloß im Hals entsteht, kann der Klient als Erste-Hilfe-Maßnahme seine Aufmerksamkeit darauf fokussieren und dann weit stellen. Viele körperliche Symptome lassen sich dadurch besänftigen. Weiterhin stellt er sich die Frage, was es ist, was er befürchtet, was Schlimmes passieren kann, was nicht passieren darf.
Durch die Umformung des Schlimmen in eine Möglichkeit und der weit gestellten Aufmerksamkeit auf den Kloß im Hals kann sich der entstehende Konflikt blitzschnell auflösen. Hierzu bedarf es allerdings Übung und Routine.

## Bedeutung der Introvision
1. Der Psychotherapieforscher Klaus Grawe schreibt in seinem Buch „Neuropsychotherapie“, dass sich durch die bildgebenden Verfahren gezeigt habe, dass die bekannte Psychotherapie kein wirkliches Löschen der Programme in der Amygdala (zuständig für Stress und Angst) erzeugt, sondern nur eine Hemmung stattfände. In besonders schlimmen Situationen würden die Angstprogramme der Amygdala wieder voll zum Tragen kommen.
In der Introvisionsberatung hat sich gezeigt, dass aufgelöste innere Konflikte auch in schlimmsten Situationen nicht wieder aktiviert werden, sondern der Mensch ruhig, gelassen und realistisch dem Schlimmen ins Auge schaut. Dies legt die Vermutung nahe, dass mit der Introvision tatsächlich eine neurologische Veränderung der Amygdala möglich ist. Klaus Grawe bestätigt dies insofern, als er davon ausgeht, dass eine Möglichkeit der Löschung besteht, wenn der Klient bereit ist, sich im Alltag dem Schlimmsten auszusetzen und dabei eine veränderte Haltung einnimmt. Dafür spricht die von Angelika Wagner zitierte Geschichte einer Geisel aus der Mogadischu-Entführung, die durch die Akzeptanz der Möglichkeit, diese Entführung nicht zu überleben, angstfrei und gelassen die Strapazen durchstehen konnte. Es steht die PET-Untersuchung einer möglichen Löschung der Angstprogramme in der Amygdala durch die Introvision noch aus.
2. Die Selbstintrovision stellt eine kraftvolle Methode der mentalen Selbstregulation dar. Wie bereits oben beschrieben, ist der Klient in der Lage, durch Übung und Routine Konfliktsituationen selbst aufzulösen. Dies kann in konkreten Situationen mit einer erstaunlichen Geschwindigkeit von wenigen Sekunden geschehen. Für alle Menschen, die im direkten Kontakt mit anderen einem erhöhten Stress ausgesetzt sind (z. B. Manager, Lehrer etc.), kann die Introvision eine effektive Burn-Out-Prophylaxe darstellen.